# 自動演奏鋼琴

## 起源

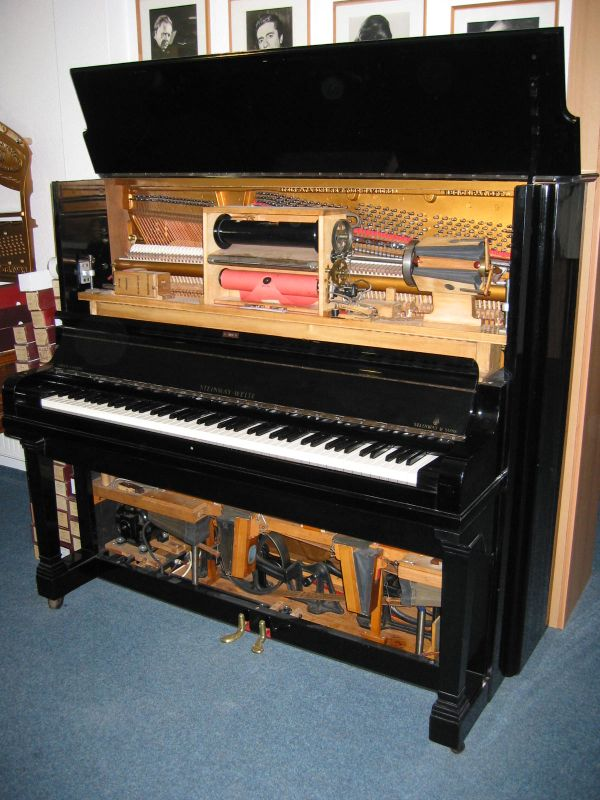
早期由Steinway Welte-Mignon改造的自动演奏钢琴（1919）

自动演奏的钢琴起源最早可以追溯到19世纪末的欧洲。最初人们尝试在普通钢琴前增加一部可移动的演奏器，其外形就似一架小型簧风琴。一排65-88个“木手指”置于普通钢琴键盘上方，代替了钢琴家的双手。演奏器以自动钢琴打孔纸卷（打孔位置与钢琴谱相符）记谱，用脚踏风箱鼓风作为动力，通过纸卷缓缓转动，纸卷上的孔位与驱动机械连动相应的“木手指”击琴键奏出音乐。此后又有设计者将外附的演奏器直接安装于钢琴内部，还可控制速度、力度、踏板等。
自动演奏钢琴在20世纪20年代的欧洲曾广为流行于家庭娱乐，曾有过两年内生产达50万台的纪录；到了30年代由于无线电及电唱机的兴起，才渐被淘汰。
由于纸卷打孔的数量上不受人手十指的局限，钢琴上的音阶和音域都可尽量发挥运用，故自动钢琴仍受到创新的近代作曲家们的青睐。拉赫曼尼诺夫、德布西、马勒、蓋希文、理查·史特勞斯都曾为这种乐器写作乐曲，并制成纸带，供自动钢琴演奏使用。

## 现状

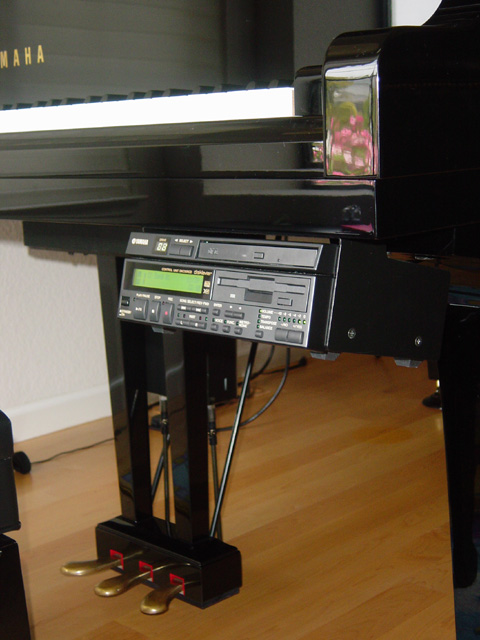
雅马哈（Yamaha）自动演奏钢琴的控制器Disklavier Upright Mark III

现代自动演奏钢琴，出现在1980年代。随着电子技术的飞速发展，用集成电路控制钢琴自动演奏系統装置出现了。生产自动鋼琴演奏系統的知名企业包括有美国的PIANODISC、日本的YAMAHA以及美国的QRS公司等。其原理都是利用電子計算機，把演奏者手指对钢琴键盘的弹奏音高、节拍、速度和力度，转换成特定的信号，记录在介质上。然后再传递给自动钢琴控制系統，驱动安装在键盘底部的电磁线圈动力部件，推动钢琴的榔头敲击琴弦发出乐声。这种方法表现出来的演奏音色和效果，与真人钢琴演奏的表现不相上下。
日本的YAMAHA將其自動鋼琴演奏系統裝配在自家YAMAHA的鋼琴上，另外兩家美国的PIANODISC與QRS公司則支援不分廠牌的所有現代鋼琴上。
现代的自动鋼琴演奏系統裝置外型如一台黑色小型盒子，外接於鋼琴的內部，是一个钢琴制造、电子工程、计算机软件及网络通讯技术结合为一体的高科技机电一体化装置，由传统钢琴、机电转换装置、电子控制系统、曲库及作曲软件等几个部分组成。有别与电子琴，数码钢琴，及音响系统，自动演奏钢琴在演奏乐曲时是钢琴的琴弦在发出声音，其发声原理与传统钢琴完全一致，所以透過裝載自動鋼琴演奏系統的鋼琴，播放出的音樂品質與鋼琴本身的音色與級別成正比。播放自動鋼琴演奏系統的曲目時，琴键與踏板上下自行移動，就像一双无形的手在弹奏钢琴，这使得历史悠久、古典风雅但演奏技巧有难度的钢琴融入了现代人的生活。安装了自动鋼琴演奏系统後的鋼琴，與传统钢琴的外形無差別，其黑色小型盒子裝置安裝在鋼琴的內部，结构不影響原本的鋼琴。近年来自动演奏钢琴一度风靡欧美，成为一种新的时尚。从美国总统的白宫，州长的官邸，到普通民居，车站、商场、咖啡馆，乃至艺术馆内，都能听到钢琴在自动演奏各种乐曲，甚至有些是只有名家大师才能演奏的经典曲目。据报道，自动演奏钢琴的销量已占到美国钢琴销量的三分之一。

## 对比
数码钢琴
外形类似传统钢琴，音色类似钢琴，但其发声是利用电子合成器，因此，听觉效果还是有一定的差别。其与电子琴的不同之处，在于键盘有力度感觉，可以表现演奏者的手势强弱。
电子琴
有键盘，但是外形各异。发声部件为电子器件。通常作为简单伴奏或练习使用。复杂的电子琴又被称为电子合成器，可以模仿各种乐器或自然界的声音。常用于演奏现代音乐作品。
音響
没有键盘，不能演奏乐曲。但可以通过碟片、MP3，或收音机的音源，通过放大和音色调整，为人们提供演奏者现场录制的声音，包括演奏会或者其他音效。

## 外部連結
1. 美国PIANODISC公司 http://www.pianodisc.com （页面存档备份，存于）
2. 日本雅马哈公司 http://www.yamaha.com （页面存档备份，存于）